# Querandí
Le querandí est une langue chon parlée au XVIIe siècle en Argentine, dans la région de Buenos Aires. 

## Connaissance de la langue
La langue ne nous est connue que par deux phrases et quelques mots recueillis par des marins français vers 1555. les Querandís (en) ont vite disparu avec la colonisation espagnole.

## Classification
L'appartenance du querandí aux langues chon est proposée par le linguiste Viegas Barros. Elle n'est cependant pas sûre, en raison de notre faible connaissance de la langue.